# Schloss Chropyně

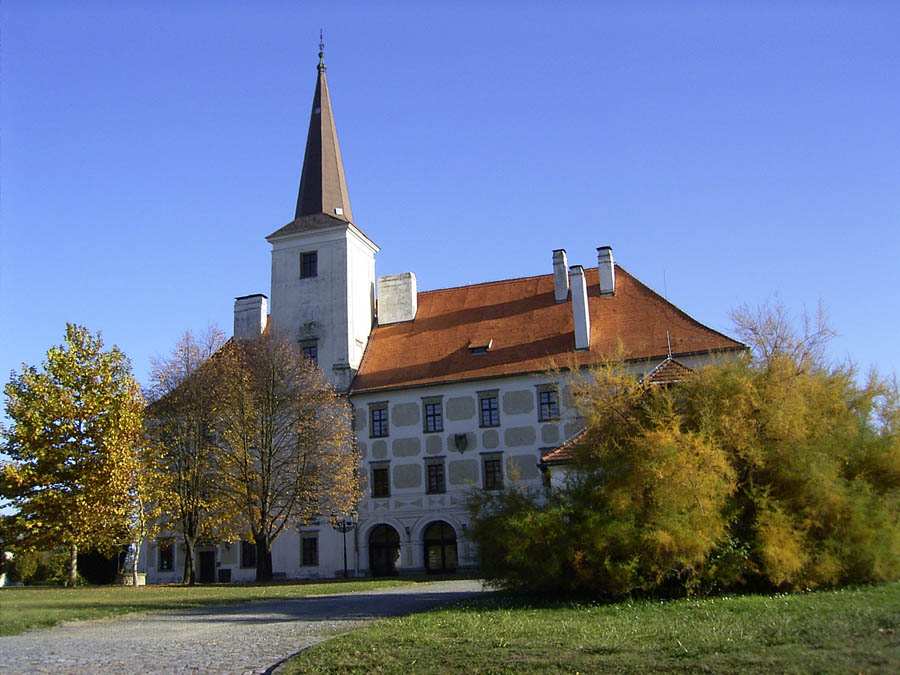
Schloss Chropyně

Schloss Chropyně befindet sich in Chropyně im Okres Kroměříž, Tschechien.
Das Renaissancegebäude, 1615 zu einem Schloss umgestaltet, wurde nach einem Plan des Giovanni Pietro Tencallas durch Matthias Porst erweitert und aufgestockt. Diese Bauveränderung zu Beginn des 18. Jahrhunderts verlieh Chropyně sein gegenwärtiges Aussehen. Im Schloss hat man die Möglichkeit, umfangreiche Sammlungen historischer Waffen und eine Kollektion von Bildern des tschechischen Malers Emil Filla zu besichtigen.
Koordinaten: 49° 21′ 20,5″ N, 17° 21′ 53,1″ O